# Scooby Doo, gdzie jesteś?
Scooby Doo, gdzie jesteś? (lub Scooby, gdzie jesteś?, ang. Scooby-Doo, Where Are You!) – amerykański animowany serial telewizyjny z lat 1969–1970, produkowany przez wytwórnię Hanna-Barbera dla stacji CBS. Zapoczątkował budowę franczyzy medialnej Scooby Doo, obejmującej głównie seriale i filmy animowane nawiązujące do Scooby Doo, gdzie jesteś?.

## Fabuła
Bohaterami serialu jest Tajemnicza Spółka, którą tworzy mówiący dog niemiecki Scooby Doo i czworo nastolatków: Kudłaty Rogers, Fred Jones, Daphne Blake i Velma Dinkley. Podróżujący vanem o nazwie Wehikuł Tajemnic przyjaciele trafiają na zagadki kryminalne z udziałem duchów. W każdym odcinku rozwiązują je, odkrywając, że duch jest w rzeczywistości przebraniem, pod którym kryje się przestępca.

## Historia serialu
W odpowiedzi na protest organizacji Action for Children’s Television (ACT) wobec przemocy w kreskówkach, dyrektor pasma dziennego stacji CBS Fred Silverman zlecił wytwórni Hanna-Barbera stworzenie nowych seriali do sobotniego porannego bloku. Stojący na czele wytwórni producenci William Hanna i Joseph Barbera zlecili Joemu Ruby’emu, Kenowi Spearsowi i animatorowi Iwao Takamoto opracowanie kreskówki o zespole muzycznym, który rozwiązuje zagadki kryminalne z udziałem duchów i nadprzyrodzonych stworzeń. Po początkowym odrzuceniu pomysłu przez szefa CBS Franka Stantona ze względu na zbyt straszny pomysł, twórcy nadali serialowi komediowy charakter. Piosenka „Strangers in the Night” Franka Sinatry zainspirowała Silvermana do nazwania głównego bohatera Scooby Doo.
Premiera serialu odbyła się 13 września 1969. Pierwszy, siedemnastoodcinkowy sezon został wyemitowany w sezonie jesienno-zimowym 1969/1970, zaś drugi, ośmioodcinkowy, jesienią 1970. W 1971 kreskówka nie została odnowiona, ale w 1972 na antenie CBS pojawił się jej spin-off pod tytułem Nowy Scooby Doo, który zapoczątkował powstającą do dziś serię seriali z franczyzy Scooby Doo. W 1975 Silverman przeniósł się do stacji ABC, która zaczęła emitować powtórki Scooby Doo, gdzie jesteś?. Po przejęciu studia Hanna-Barbera przez Turner Broadcasting w 1991 powtórki serialu zaczęły się pojawiać w należących do koncernu stacjach Cartoon Network i Boomerang. W 2004 Warner Home Video wydał całą kreskówkę na DVD w Stanach Zjednoczonych. W 2020 wszystkie odcinki zostały w Stanach udostępnione w prowadzonym przez WarnerMedia serwisie strumieniowym HBO Max.

### Polska
W Polsce, pierwsze odcinki pojawiły się na VHS na początku lat 90. za sprawą Polskich Nagrań. Serial był po raz pierwszy emitowany przez TVP2 w 1993 w bloku Godzina z Hanna-Barbera w wersji z lektorem. W 1998 kreskówka pojawiła się na antenie nowo powstałej stacji Cartoon Network z dubbingiem wyprodukowanym przez Master Film. Później ta sama wersja językowa była emitowana przez Boomerang, TVP1, TV4, TV6 i TVP ABC, a w 2007 wszystkie odcinki z dubbingiem zostały wydane przez Galapagos na DVD.

## Obsada głosowa
- Don Messick jako Scooby Doo
- Casey Kasem jako Kudłaty Rogers
- Frank Welker jako Fred Jones
- Stefanianna Christopherson jako Daphne Blake (sezon 1)
- Heather North jako Daphne Blake (sezon 2)
- Nicole Jaffe jako Velma Dinkley

### Polska wersja językowa
- Ryszard Olesiński jako Scooby Doo
- Jacek Bończyk jako Kudłaty Rogers
- Agata Gawrońska jako Velma Dinkley
- Jacek Kopczyński jako Fred Jones
- Beata Jankowska jako Daphne Blake

## Przegląd sezonów
| Sezon | Sezon | Odcinki | Pierwsza emisja w Stanach Zjednoczonych | Pierwsza emisja w Stanach Zjednoczonych |
| Sezon | Sezon | Odcinki | Pierwszy odcinek                        | Ostatni odcinek                         |
| ----- | ----- | ------- | --------------------------------------- | --------------------------------------- |
|       | 1     | 17      | 13 września 1969                        | 17 stycznia 1970                        |
|       | 2     | 8       | 12 września 1970                        | 31 października 1970                    |

## Lista odcinków

### Sezon 1 (1969–1970)
| Nr | Tytuł                               | Tytuł oryginalny                | Data premiery        |
| --- | ----------------------------------- | ------------------------------- | -------------------- |
| 1 | Noc w muzeum                        | What a Night for a Knight       | 13 września 1969     |
| Kudłaty i Scooby Doo trafiają na czarną zbroję, którą z przyjaciółmi zawożą do muzeum. Dowiedziawszy się, że zbroja zaginęła, wracają do muzeum, by ją znaleźć. Tam odkrywają, że zbroja ożyła.                                                                  |                                     |                                 |                      |
| 2 | Spotkanie w zamku                   | Hassle in the Castle            | 20 września 1969     |
| Podczas wyprawy łódką bohaterowie trafiają na wyspę, gdzie znajduje się opuszczony zamek. W zamku grasuje duch, który chce, by opuścili wyspę. |                                     |                                 |                      |
| 3 | Scooby-Doo na tropie                | A Clue for Scooby-Doo           | 27 września 1969     |
| Zabawę Tajemniczej Spółki na plaży przerywa pojawienie się ducha w świecącym kombinezonie do nurkowania, kapitana Cutlera. Przyjaciele dedukują, że jest on związany z zaginięciami statków w okolicy.                                                           |                                     |                                 |                      |
| 4 | Złoty interes                       | Mine Your Own Business          | 13 września 1969     |
| Zabłądziwszy na drodze, Tajemnicza Spółka trafia do Złotego Miasta. Jest ono nawiedzone przez ducha górnika, który poszukuje złota. |                                     |                                 |                      |
| 5 | Przynęta dla porywacza              | Decoy for a Dognapper           | 4 października 1969  |
| W okolicy dochodzi do porwań psów. Tajemnicza Spółka wystawia na przynętę Scooby’ego, który również zostaje porwany. W sprawę zamieszane są duchy Indianina i Geronimo.                                                                                          |                                     |                                 |                      |
| 6 | Co tu się dzieje?                   | What the Hex Going On?          | 11 października 1969 |
| Tajemnicza Spółka odwiedza swoją przyjaciółkę Sharon Wetherby, której wuj Stuart został przeklęty przez ducha sąsiada, Eliasa Kingstona. Przyjaciele udają się do domu Kingstona, gdzie grasuje duch.                                                            |                                     |                                 |                      |
| 7 | Nigdy nie małpuj Małpoluda          | Never Ape an Ape Man            | 25 października 1969 |
| Wujek Daphne zatrudnia ją i jej przyjaciół do pracy na planie filmu Małpolud z Zakazanej Góry o duchu małpoluda, który reżyseruje. Okazuje się, że małpolud, którego dotyczy film, nawiedza plan zdjęciowy.                                                      |                                     |                                 |                      |
| 8 | Zabawy w lunaparku                  | Foul Play in Funland            | 1 listopada 1969     |
| Tajemnicza Spółka trafia na lunapark, który zdaje się działać bez udziału ludzi. Okazuje się, że park jest nawiedzony przez szalonego robota. |                                     |                                 |                      |
| 9 | Za kulisami teatru lalek            | The Backstage Rage              | 8 listopada 1969     |
| Scooby i Kudłaty trafiają na walizkę z pieniędzmi, która zostaje zabrana przez suczkę. Przyjaciele trafiają na strunowego kontrolera lalek, który prowadzi ich do nawiedzonego teatru lalek.                                                                     |                                     |                                 |                      |
| 10 | Zamieszanie w cyrku                 | Bedlam in the Big Top           | 15 listopada 1969    |
| Tajemnicza Spółka spotykają cyrkowców, którzy uciekają z, jak twierdzą, nawiedzonego cyrku. Bohaterowie odkrywają, że w cyrku grasuje klaun z umiejętnością hipnozy.                                                                                             |                                     |                                 |                      |
| 11 | Duchy zamku Frankenów               | A Gaggle of Galloping Ghosts    | 22 listopada 1969    |
| Przyjaciele udają się do zamku Frankenów przeniesionego z Transylwanii. Cygańska wróżka przestrzega ich, że na miejscu spotka ich pech. Nieprzekonani bohaterowie udają się do zamku, który okazuje się być nawiedzony przez Drakulę, wilkołaka i Frankensteina. |                                     |                                 |                      |
| 12 | Scooby Doo i mumia                  | Scooby-Doo and a Mummy, Too     | 29 listopada 1969    |
| Podczas wizyty w muzeum Tajemnicza Spółka poznaje legendę o mumii, która powróci do żywych i będzie zamieniała ludzi w kamienie. Okazuje się, że jej trumna jest otwarta, a mumia grasuje w muzeum.                                                              |                                     |                                 |                      |
| 13 | Która wiedźma jest która?           | Which Witch is Which?           | 6 grudnia 1969       |
| Przyjaciele, zagubieni na bagnach, trafiają na zombie. W pobliskim mieście dowiadują się, że zombie zostało ożywione przez wiedźmę. |                                     |                                 |                      |
| 14 | Kosmiczne straszydło                | Spooky Space Kook               | 13 grudnia 1969      |
| Tajemniczej Spółce kończy się paliwo w sąsiedztwie pewnej farmy. Farmer zdradza im, że okolica jest nawiedzona przez ducha kosmity. |                                     |                                 |                      |
| 15 | Znikaj statku duchów                | Go Away Ghost Ship              | 20 grudnia 1969      |
| Bohaterowie czytają w gazecie, że właściciel firmy ze statkami bankrutuje, bo port jest nawiedzony przez ducha pirata Rudobrodego. Chcąc zbadać zagadkę, udają się na jeden ze statków, gdzie grasuje kilka duchów piratów.                                      |                                     |                                 |                      |
| 16 | Milion w spadku po upiornym dziadku | A Night of Fright is No Delight | 10 stycznia 1970     |
| Scooby ma otrzymać część spadku pułkownika Sandersa, który zostanie mu przyznany pod warunkiem, że spędzi noc w jego posiadłości. Pies wraz z przyjaciółmi udaje się do domu, który okazuje się być nawiedzony przez dwa duchy.                                  |                                     |                                 |                      |
| 17 | Śnieżny duch                        | That’s Snow Ghost               | 17 stycznia 1970     |
| Tajemnica Spółka wyjeżdża na narty. Okazuje się, że ich hotel jest nawiedzony przez yeti, który zamienia ludzi w duchy. |                                     |                                 |                      |

### Sezon 2 (1970)
| Nr | Nr | Tytuł                        | Tytuł oryginalny                      | Data premiery        |
| --- | -- | ---------------------------- | ------------------------------------- | -------------------- |
| 18 | 1  | W gościnie u doktora Jekylla | Nowhere to Hyde                       | 12 września 1970     |
| Do Wehikułu Tajemnic wkrada się duch pana Hyde’a. Tajemnicza Spółka podąża za nim do domu, gdzie poznają doktora Jekylla. Dowiadują się, że pan Hyde skradł cenny naszyjnik.                                                                                           |    |                              |                                       |                      |
| 19 | 2  | Tajemnica Maski              | Mystery Mask Mix-Up                   | 19 września 1970     |
| Po obchodach Chińskiego Nowego Roku w San Francisco Daphne kupuje naszyjnik. Pan Fong zdradza im, że naszyjnik został wiele lat temu skradziony z grobowca chińskiego wojownika Zen Tuo, którego duch chce go odzyskać. Daphne zostaje uprowadzona przez dwóch zombie. |    |                              |                                       |                      |
| 20 | 3  | Tajemniczy złodziej w banku  | Jeepers, It’s the Creeper             | 26 września 1970     |
| Tajemnicza Spółka udaje się na szkolny bal. Po drodze dowiadują się o okolicznym duchu Fantomasa, który okrada banki. Upiór pojawia się podczas balu. |    |                              |                                       |                      |
| 21 | 4  | Spotkanie z jaskiniowcem     | Scooby’s Night with a Frozen Fright   | 3 października 1970  |
| Podczas łowienia ryb Kudłaty i Scooby natrafiają na pływającego w wodzie zamrożonego jaskiniowca. Wraz z przyjaciółmi zawożą go do oceanarium. Tam lód topnieje, a jaskiniowiec ożywa.                                                                                 |    |                              |                                       |                      |
| 22 | 5  | Tajemnica starego pałacu     | Haunted House Hang-Up                 | 10 października 1970 |
| Tajemnicza Spółka dowiaduje się o pałacu, w którym grasuje upiór bez głowy. Gdy kończy im się paliwo, udają się po pomoc do pałacu. |    |                              |                                       |                      |
| 23 | 6  | Mano Tiki Tija               | A Tiki Scare Is No Fair               | 17 października 1970 |
| Podczas wakacji na Hawajach Tajemnicza Spółka dowiaduje się od doktora, że teren, na którym się znajdują, to święte ziemie boga Mano Tiki Tia. Wkrótce ich przewodnik zostaje porwany, po czym pojawia się duch Mano Tiki Tia.                                         |    |                              |                                       |                      |
| 24 | 7  | Kto się boi wilkołaka?       | Who’s Afraid of the Big Bad Werewolf? | 24 października 1970 |
| Podczas wypoczynku na kempingu Tajemnicza Spółka trafia na wilkołaka. |    |                              |                                       |                      |
| 25 | 8  | Nie igra się z Fantomem      | Don’t Fool with a Phantom             | 31 października 1970 |
| Tajemnicza Spółka bierze udział w teleturnieju. Okazuje się, że studio telewizyjne jest nawiedzone przez woskowego fantoma. |    |                              |                                       |                      |